# Hadaeq Sheikh Mohammed Bin Rashid
Hadaeq Sheikh Mohammed Bin Rashid (in arabo حدائق الشيخ محمد بن راشد	‎?), letteralmente "Giardini dello sceicco Mohammed bin Rashid", è una comunità dell'Emirato di Dubai, negli Emirati Arabi Uniti. Si trova nel Settore 6 nella zona centrale di Dubai.

## Territorio
Il territorio della comunità occupa una superficie di 38,7 km² nella zona centrale di Dubai.
L'area è delimitata a ovest dalla Al Khail Road (E 44) e dalla Umm Suqeim Street (D 63), a sud dalla Sheikh Mohammed Bin Zayed Road (E 311) a ovest, dalle comunità di Wadi Al Safa e Nadd Al Shiba e a nord dalla comunità di Al Qouz 2.
Hadaeq Sheikh Mohammed Bin Rashid è una comunità residenziale di lusso. Il suo sviluppo è stato annunciato nella seconda metà del 2012 dal sovrano dell'emirato di Dubai Mohammed bin Rashid Al Maktoum e il costo stimato del progetto era di 30 miliardi di AED. Il progetto è stato inaugurato da Sua Altezza Mohammed bin Rashid nel maggio 2015.
L'intero progetto doveva essere completato entro il 2020, ma ha richiesto più tempo. Le prime due fasi sono state completate nel 2019 mentre la terza fase dovrebbe essere completata entro il 2023.
Fra le componenti realizzate ci sono:
- Dubai Hills Estate, una comunità residenziale di lusso che offre appartamenti, ville a schiera e ville unifamiliari. È stato il primo complesso ad essere disponibile, realizzato da una joint venture tra Emaar Properties e Meraas Holding (poi acquisita dalla Dubai Holding). Al suo interno si trovano i complessi di:
  - Maple 1, 2 e 3;
  - Hills Grove;
  - Sidra;
- Dubai Hills Park;
- Dubai Hills Golf Club;
- Dubai Hills Mall;
- Dubai Hills Hospital del King's College Hospital Dubai;
- GEMS Wellington Academy - Al Khail.

L'area non è servita dalla metropolitana le cui fermate più vicine sono quella della Linea Rossa, che si trovano lungo la Sheikh Zayed Road, quindi a non meno di 3-4 km dalla comunità.
Anche le linee di superficie scarseggiano. Vi sono alcune linee di superficie che corrono lungo la Umm Suqeim Street e lungo la Sheikh Mohammed Bin Zayed Road, ma nessuna di esse si addentra nella comunità.